# Petita ossa
Petita ossa o Milagros: una ossa extraordinària (títol original en castellà, Milagros: Una osa extraordinaria) és una pel·lícula d'animació peruana estrenada el 2023, dirigida per Eduardo Schuldt i basada en el llibre homònim de l'escriptor i polític Hernán Garrido Lecca, el qual va rebre el Premi Nacional Ambiental Antonio Brack Egg l'any 2014. El film es va estrenar a les sales de cinema peruanes el 27 de juliol del 2023. S'ha doblat al català.

## Sinopsi
Milagros és una ossa d'antifaç que habita a l'Amazònia peruana i que té una gran intel·ligència, al nivell de posseir la capacitat d'entendre l'idioma dels humans. Juntament amb alguns dels seus amics, tindrà la missió d'enfrontar-se als reptes propis de la naturalesa i a la valenta crueltat de l'home amb l'objectiu de preservar la seva espècie i salvar el seu ecosistema.

## Repartiment original
- Melany Segura com a Milagros
- Nicole Valera com a Yana Yana
- Ann Giraldo com a Zorrito
- Genaro Vásquez com a Pallasso[8]

## Producció i estrena
D'acord amb el director, la realització del film va durar prop de dos anys, i la seva etapa de producció es va estendre durant sis mesos. Estrenada el 27 de juliol de 2023 a les sales de cinema del Perú, la cinta va ser produïda per la companyia Chaska Entertainment i va ser certificada com la primera pel·lícula animada Climate Positive del món, per «haver seguit rigorosament els procediments i estàndards globals d'acció climàtica establerts per l'Organització de les Nacions Unides». L'agost de 2023, la pel·lícula ja havia superat els vuitanta mil espectadors en el seu pas pels cinemes del Perú, d'acord amb el diari Perú21.